# The Main Event (film 1927)
The Main Event  è un film muto del 1927 diretto da William K. Howard. È il film d'esordio di Robert Armstrong, un attore che nei suoi oltre cento film, ricopre spesso ruoli di caratterista o di comprimario.

## Produzione
Il film fu prodotto dalla DeMille Pictures Corporation, la casa di produzione di Cecil B. DeMille, una compagnia che nei suoi quattro anni di attività (dal 1925 al 1929) produsse 55 film.

## Distribuzione
Distribuito dalla Pathé Exchange, il film fu presentato in prima a New York il 30 ottobre. Uscì poi nelle sale statunitensi il 18 novembre 1927.

### Date di uscita
- USA	30 ottobre 1927	 (New York City, New York)
- USA	18 novembre 1927